# Gustav Dickhuth

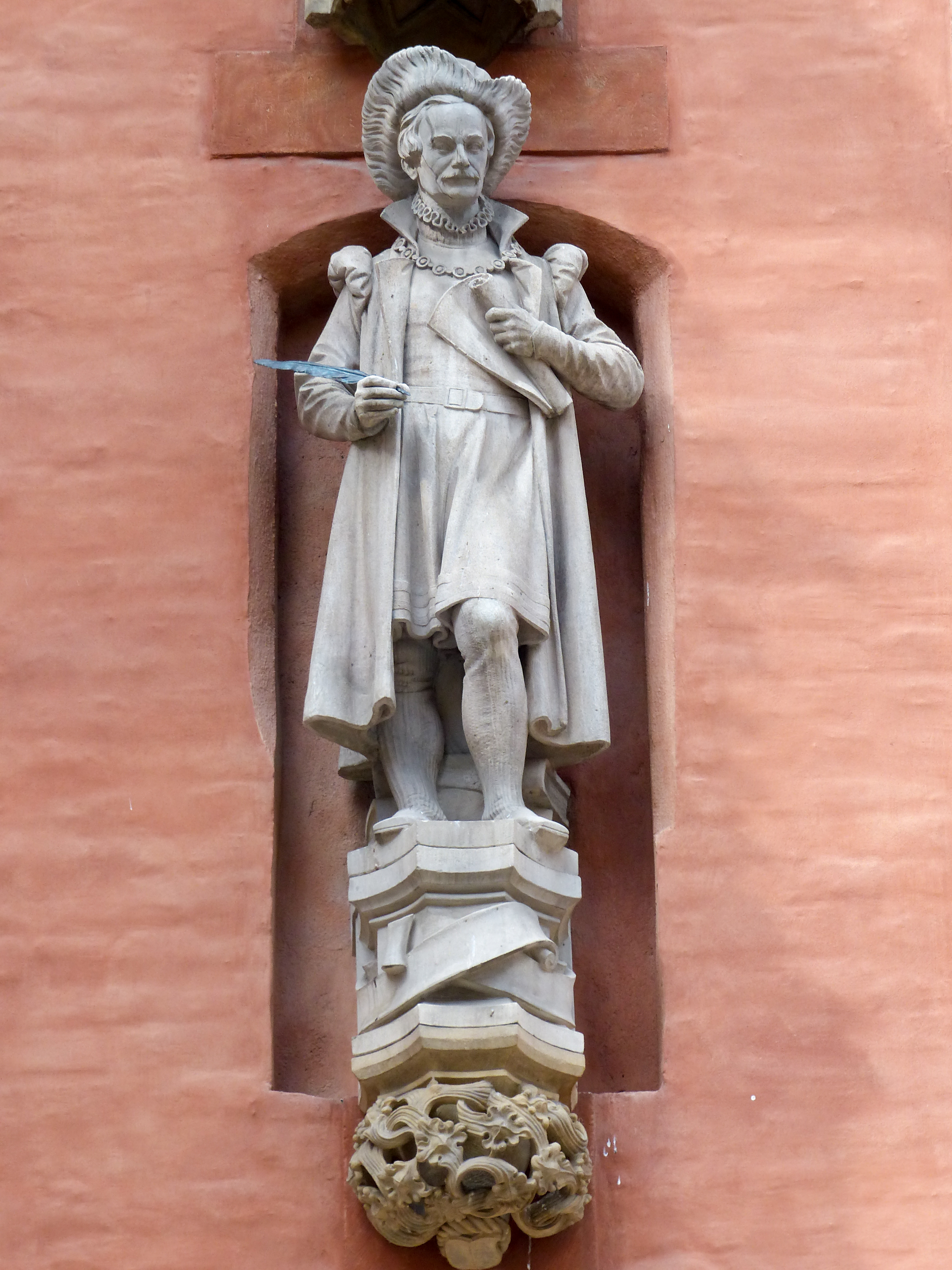
Gustav Dickhuth als Ratsschreiber von Oskar Rassau am Rathaus zu Breslau, 1892

Gustav Dickhuth (* 2. September 1825 in  Naumburg am Queis, Landkreis Bunzlau; † 17. Oktober 1893 in Breslau) war ein deutscher Verwaltungsjurist und Ehrenbürger von Breslau.

## Leben
Dickhuth studierte Rechtswissenschaft an der Schlesischen Friedrich-Wilhelms-Universität und wurde 1844 im Corps Borussia Breslau aktiv. Seit 1865 Syndikus der Stadt Breslau, wurde er 1879 zum Zweiten Bürgermeister gewählt. Er war Mitglied der Breslauer Zwingergesellschaft, in der das konservative Bürgertum Breslaus und der schlesische Landadel vertreten waren. Das Direktorium der  Schlesischen Gesellschaft für vaterländische Kultur wählte ihn am 8. April 1889 einstimmig zum Generalsekretär. Für das Standbild des Ratsschreibers am Rathaus zu Breslau von Oskar Rassau stand Dickhuth Modell, 1892. 1892 trat er mit 67 Jahren in den Ruhestand. Im Jahr darauf starb er.
Seine Söhne sind Eugen Dickhuth (13. Oktober 1859 – 16. Dezember 1929), Ministerialrat in der Hauptverwaltung der Staatsschulden in Berlin, und Dr. phil. Max Dickhuth (27. Dezember 1863 – 6. Juni 1926), beide wie der Vater Mitglieder des Corps Borussia zu Breslau.

## Ehrungen
- Geh. Regierungsrat[1]
- Ehrenbürger von Breslau (1892)[9]
- Ehrenmitglied des Corps Borussia Breslau[2]
- Roter Adlerorden 3. Klasse mit der Schleife
- Orden der Krone von Rumänien
- Dickhuth-Straße in Breslau, zwischen Kaiserbrücke und Scheitniger Straße  (heute: ul. Nauczycielska, zwischen most Grunwaldzki und ul. Szczytnicka)
- Denkmal in Breslau[8]